# Busto di Arles
Il busto di Arles è un busto, a grandezza naturale, di un uomo, presumibilmente Giulio Cesare, datato al I secolo a.C. circa. Si trova al Musée de l'Arles antique, ad Arles.

## Storia
Il busto è stato scoperto tra settembre e ottobre 2007 nel Rodano, nei pressi di Arles, nella Francia meridionale, da subacquei del DRASSM, Dipartimento delle ricerche archeologiche subacquee e sottomarine francese. Nel corso della stessa campagna, i subacquei hanno scoperto anche piccole statue di Marsia, in stile ellenistico, e una scultura a grandezza naturale di Nettuno datata, considerato il suo stile, al III secolo.

## Descrizione
L'intransigente realismo del ritratto lo colloca nella tradizione tardo-repubblicana della ritrattistica romana del I secolo a.C.. Gli archeologi suggeriscono si tratti di Giulio Cesare e credano l'opera debba essere datata intorno al 46 a.C., rendendola, stando a quanto affermava l'allora Ministro della cultura Christine Albanel, la più antica rappresentazione nota di Cesare. Gli stessi archeologi hanno poi ipotizzato che il busto sia stato discretamente smaltito in seguito al cesaricidio del 44 a.C., quando possedere una sua raffigurazione sarebbe potuto essere pericoloso dal punto di vista politico.
La vicenda è stata riportata dai principali media, ma la classicista britannica Mary Beard ritenne non ci fosse alcuna base per riconoscere nel busto l'identità di Cesare, e ha accusato gli scopritori di star allestendo una trovata pubblicitaria. Altri storici hanno rapidamente contestato l'identificazione, tra essi Paul Zanker, archeologo ed esperto di Cesare e di Augusto. Molti hanno notato l'assenza di somiglianze tra i tratti di tale scultura e le caratteristiche con le quali era rappresentato Cesare sulle monete negli ultimi anni della sua vita; discorso analogo se si confronta il busto di Arles con il ritratto di Tusculum, accettato come raffigurazione di Giulio Cesare, realizzato quando era ancora in vita, data la somiglianza con le sembianze dello stesso sulle monete.
Dopo un'ulteriore analisi stilistica Zanker ha datato il busto al periodo augusteo; Elkins, invece, ha posto il III secolo come terminus post quem per la realizzazione della scultura, smentendo la credenza per la quale l'opera sarebbe stata gettata via in seguito all'assassinio di Cesare del 44 a.C..
Controversie in merito all'identità del busto sono tuttora in corso tra gli archeologi.

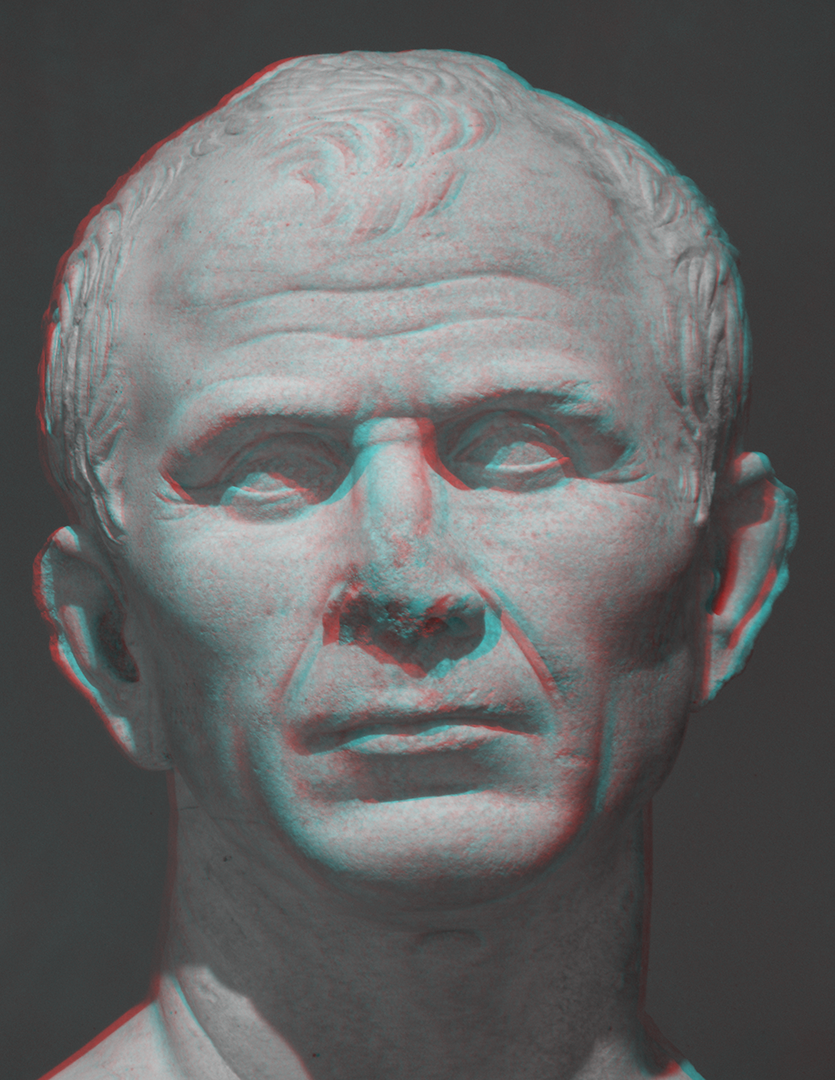
Anaglifo in 3d del busto.
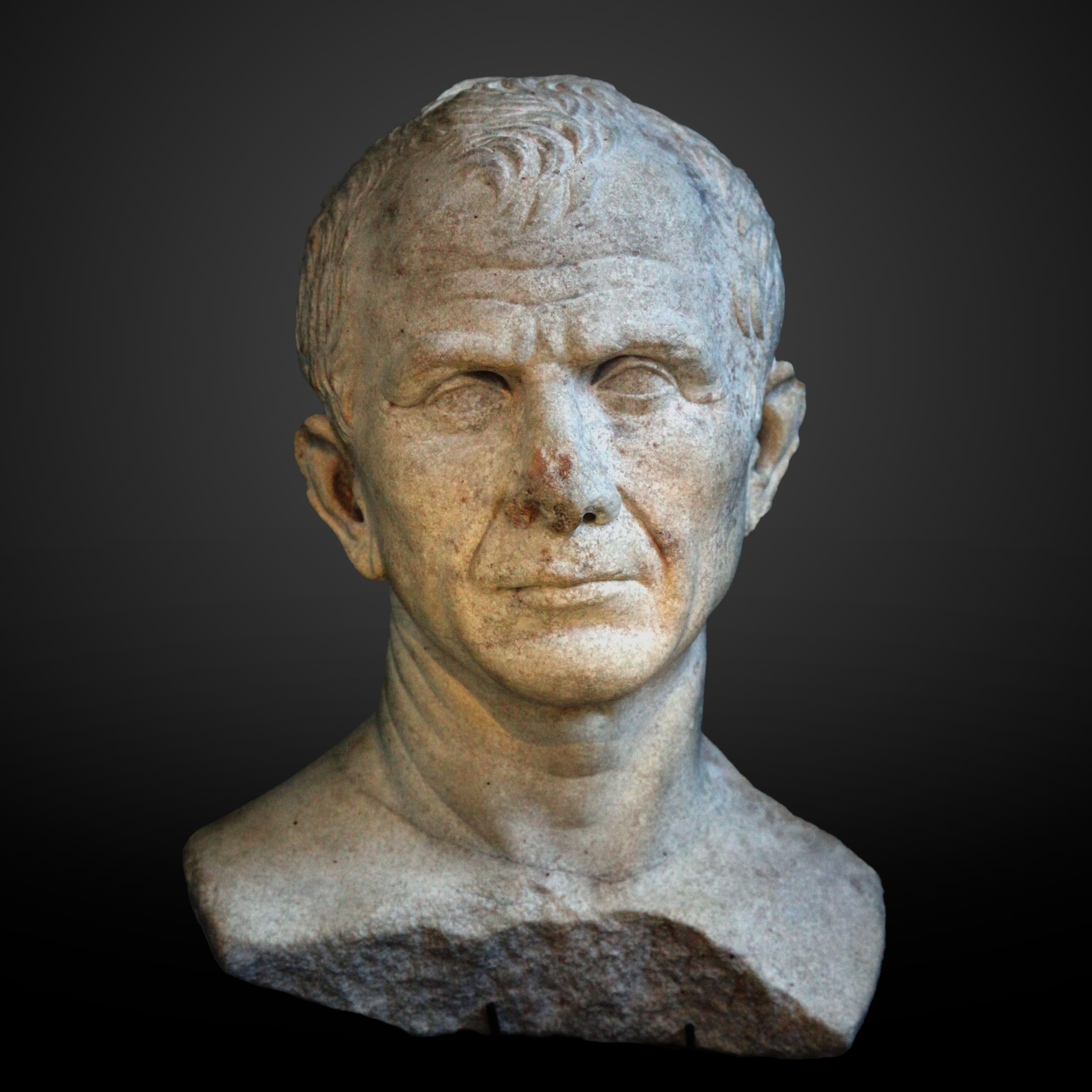
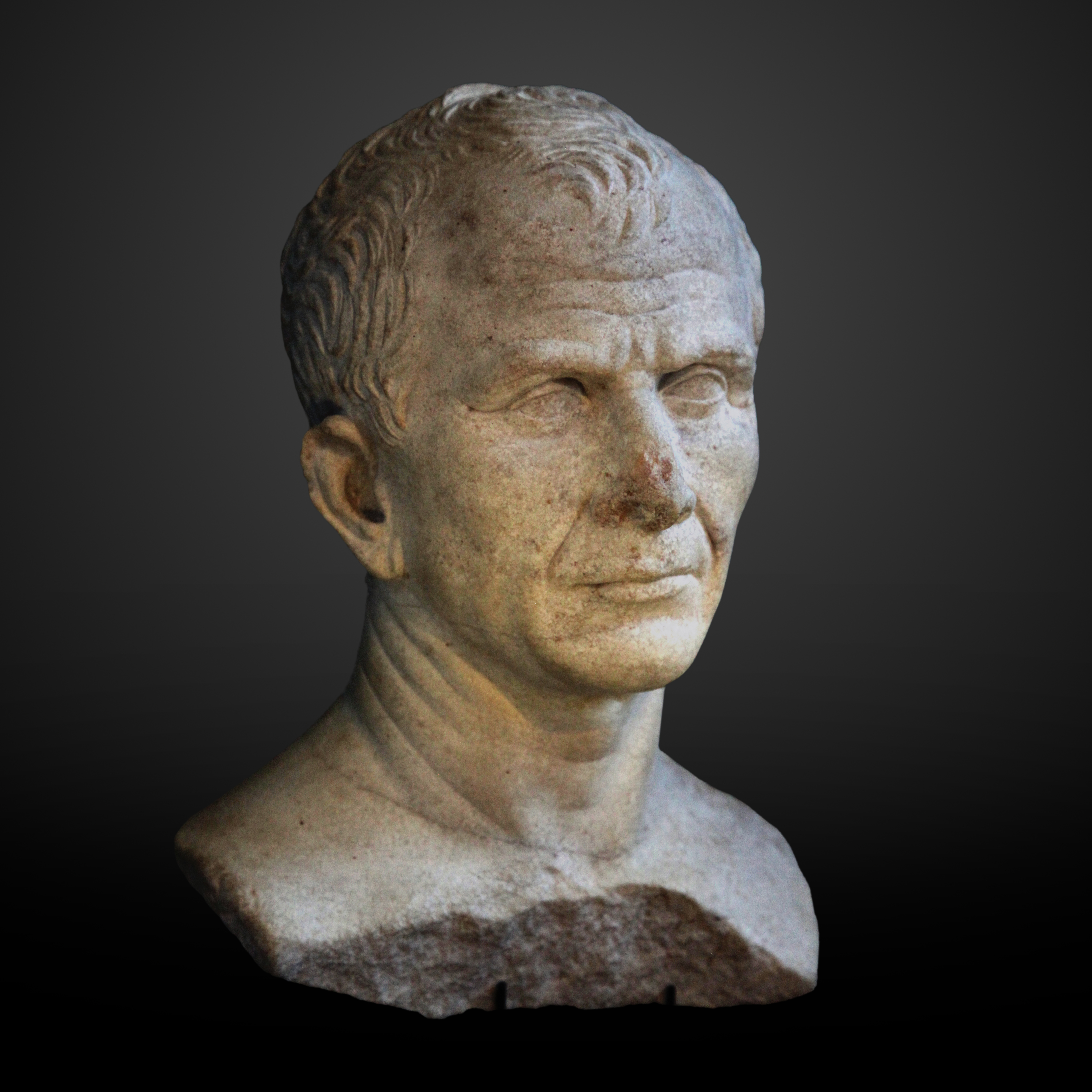